# Bosque Akatarawa
El bosque Akatarawa es un parque regional en Upper Hutt dentro de la región de Wellington en el extremo sur de la Isla Norte de Nueva Zelanda. Abarca 15.000 hectáreas de bosque nativo y de plantaciones. Incluye las cabeceras del vapor Maungakotukutuku, el río Akatarawa occidental y el río Whakatīkei. 
El parque es propiedad y está administrado por el Consejo Regional del Gran Wellington, lo que lo convierte en uno de los mayores propietarios de tierras de Nueva Zelanda. 
Akatarawa es un nombre maorí que significa "vides trepadoras". 
Las actividades incluyen ciclismo, caza, pesca, paseos a caballo, viajes en vehículos 4x4 y ciclismo de senderos, incluso en Karapoti Gorge. 

## Historia
El bosque de Akatarawa tiene antiguos rātā del norte que son anteriores a la ocupación humana de Nueva Zelanda, incluido un árbol que se cree que tiene 1100 años. Algunos de estos árboles son más anchos que Tāne Mahuta.  Uno de los árboles rātā más grandes de Nueva Zelanda, con 39 metros de altura. 
El Consejo Regional del Gran Wellington llevó a cabo un programa de caída de 1080 en 2013 para reducir las especies de plagas. 
En 2016, se plantaron algunas pistas para vehículos todo terreno y motos, mientras que otras fueron reconocidas oficialmente por primera vez, tras una revisión de los humedales del parque. 
Un ciclista resultó gravemente herido en el parque en julio de 2017.  Un motociclista fue rescatado del bosque en febrero de 2021. 
Entre diciembre de 2017 y agosto de 2018, una pista en zigzag de 1,7 kilómetros que forma parte de Cannon Point Walkway estuvo cerrada al público debido a un desacuerdo entre el Ayuntamiento de Upper Hutt y un propietario privado sobre el acceso al terreno. 
A principios de 2021, Forest and Bird hizo campaña para que el Ayuntamiento de Upper Hutt mantuviera un bloque de 35 hectáreas como corredor y reserva de vida silvestre, conectando el bosque de Akatawa con Wainuiomata. 
En julio de 2021, se llevó a cabo otra operación 1080 para combatir el resurgimiento del número de zarigüeyas.   Las fuertes lluvias contaminaron las zarigüeyas muertas en el río Hutt y el puerto de Wellington. 